# Ficus hirsuta
Ficus hirsuta là một loài thực vật thuộc họ Moraceae. Đây là loài đặc hữu của Brasil.